# Frédéric Rivet
Pour les articles homonymes, voir Rivet (homonymie).
Frédéric Rivet est un navigateur et un skipper professionnel français, né le 27 avril 1978. Il est aujourd’hui capitaine de marine marchande, mais à également été coureur au large sur le circuit Figaro pendant plusieurs années, Frédéric a fait ses preuves sur le Tour de France à la voile, en Mini 6.50 mais aussi en Match Racing en participant notamment à l’America’s Cup à bord de China Team en 2006. Il a suivi l'aventure du Polaris depuis le début et a intégré le staff à temps plein depuis fin 2016. D'abord second capitaine, il occupe aujourd'hui la fonction de capitaine.

## Biographie
Frédéric Rivet est né au CHU de Nantes le 27 avril 1978. Il a grandi en France Métropolitaine et en Guadeloupe. Il a fait ses études à l’Ecole Nationale de la Marine Marchande à Nantes. Il habite désormais sur l'Île d'Yeu en Vendée avec sa famille, il est père de trois enfants. Il est maintenant officier de marine Marchande du bateau Polaris en Norvège. 

## Palmarès
- 2014 : 20ème de la Solitaire du Figaro  18ème du Championnat de France Elite de Course au Large en Solitaire                    8ème de la Solo Concarneau                  14ème Le Havre Allmer Cup
- 2013 : 19ème de la Solitaire du Figaro  15ème à la Solo des Sables d’Olonne Arrimer 24ème du Championnat de France Elite de Course au Large en Solitaire
- 2011 : 13ème Transat Benodet-Martinique

32ème de la Solitaire du Figaro
- 2010 : 23ème Solo Quiberon                    5ème Solo des Sables d’Olonne             15ème du Championnat de France de course au large en solitaire

36ème de la Solitaire du Figaro 
8ème de la WOW Cap Istanbul
- 2009 :4ème Solo Massif Marine des Sables d’Olonne                                                           15 ème du tour de Bretagne en double   Second du Vendée défi en points
- 2008 : Demi finaliste au Challenge DCNS  8ème à la Solo des Sables d’Olonne Arrimer   10ème à la Solitaire de l’Aber Wrac’h Transmanche                                              4ème lors de la semaine de Deauville sur le bateau "Bâtisseurs du Morbihan"           14ème de la Solitaire du Figaro
- 2007 : 14ème à la Cap Istanbul  Troisième sur le Tour de France à la Voile  Vainqueur de la Congressional Cup en Match Race  14ème à la Solo Ports de France  27ème Solitaire du Figaro et 4ème au classement bizuth
- 2006 : Second de la route des îles en Mumm30  Médaille d’or coupe des Nations en Match Racing  7ème au classement mondial de Match Racing  3ème au Tour de France à la Voile  Second du Mini Fastnet 6,50m  America’s Cup : Louis Vuitton ACTS 10 à 12 avec CHINA TEAM
- 2005 : 3ème au classement mondial de Match Racing en juin et septembre  America’s Cup : Louis Vuitton ACTS 4 à 9 avec CHINA TEAM
- 2004 : Vainqueur du Spi Ouest-France en Mumm30  Vainqueur du Tour de France à la voile  Vainqueur des internationaux de France de Match Racing Grade 1  3ème au Danish Open Match Racing Grade 1  3è au Classement Mondial de Match Racing de septembre
- 2003 : 4ème au classement mondiale de Match Racing  Vice-champion de France Sénior
- 2002 : Vainqueur du Tour de France à la voile  Vainqueur du Spi Ouest France en mumm30  Vainqueur du Nationnal Mumm30  Vainqueur de la Rimini Match Racing
- 2001 : Vainqueur de la Route des îles en mumm30  Vainqueur du Spi Ouest France en mumm30  Champion de France Espoir de match Racing  Vice champion de France Espoir en First Class8  Vice-champion de France Sénior  Finaliste du Chalenge Crédit Agricole en figaro
- 2000 : Champion de France Espoir de match Racing  Vice-champion de France Sénior
- 1999 : 1er Championnat d’Europe de First Class 8  3ème au National First Class 8   Vainqueur du Spi Ouest France en Figaro